# Tachytrechus amnoni
Tachytrechus amnoni är en tvåvingeart som beskrevs av Grichanov 2004. Tachytrechus amnoni ingår i släktet Tachytrechus och familjen styltflugor.
Artens utbredningsområde är Madagaskar. Inga underarter finns listade i Catalogue of Life.